# 国鉄ヨ6000形貨車
国鉄ヨ6000形貨車（こくてつヨ6000がたかしゃ）は、かつて日本国有鉄道（国鉄）に在籍した事業用貨車（車掌車）である。

## 概要
当時、国鉄ローカル線の緩急車はワフ（有蓋緩急車）が使用されていたが、居住性の改善を図るため、および慢性的な緩急車不足に対応するために1962年（昭和37年）から1969年（昭和44年）にかけて製造されたのが本形式である。
製造は、東急車輛製造・協三工業・汽車製造・鉄道車輌工業・日立製作所・若松車輌で905両（ヨ6000 - ヨ6870、ヨ6900 - ヨ6915、ヨ7900 - ヨ7917）が製造された。常備駅が定められ日本全国で活躍した。

## 構造
基本的には戦前製のヨ2000形からヨ5000形まで続いてきた窓4枚の車掌車スタイルが元になっているが、ヨ5000形に比べると車体が630mm、軸距が300mm短縮され、それに伴い窓数も3個となり、室内の執務用机や椅子、長椅子も3人分から2人分に減らされている。また、屋根も深いRのカンバス張り屋根を持ったヨ5000形に対し、ヨ6000形はゆるやかなRをもつ浅めの鋼板屋根となり、換気用ベンチレータも1個に減っている。
暖房用ストーブは当初石炭使用のダルマストーブであった。後に石油ストーブに改装された車両も多数存在し、識別のため妻面左右に白線が標記された。塗色は黒である。
走り装置はヨ5000形と同様の重ね板ばねを用いた二段リンク式軸箱支持となっており、軸距は短くなったものの、長く軟らかいばねを使用していることもあって、85km/hで走行可能である。
全長は7,200mm、全幅は2,640mm、全高は3,621mm、自重は8.8tで、換算両数は0.8であった。

## 区分

### 基本型（6000番台）
ヨ5000形の後継形式として、1962年（昭和37年）から1969年（昭和44年）にかけてヨ6000 - ヨ6870の871両が製造された。製造時期による仕様変更はない。

### 北海道向け前期型（6900番台）
北海道向けに製作された車両は番号が6900番台に区分され、ヨ6900 - ヨ6915が付番された。窓が二重窓で、床が塩化ビニルになる等の耐寒対策が施されている。

### 北海道向け後期型（7900番台）

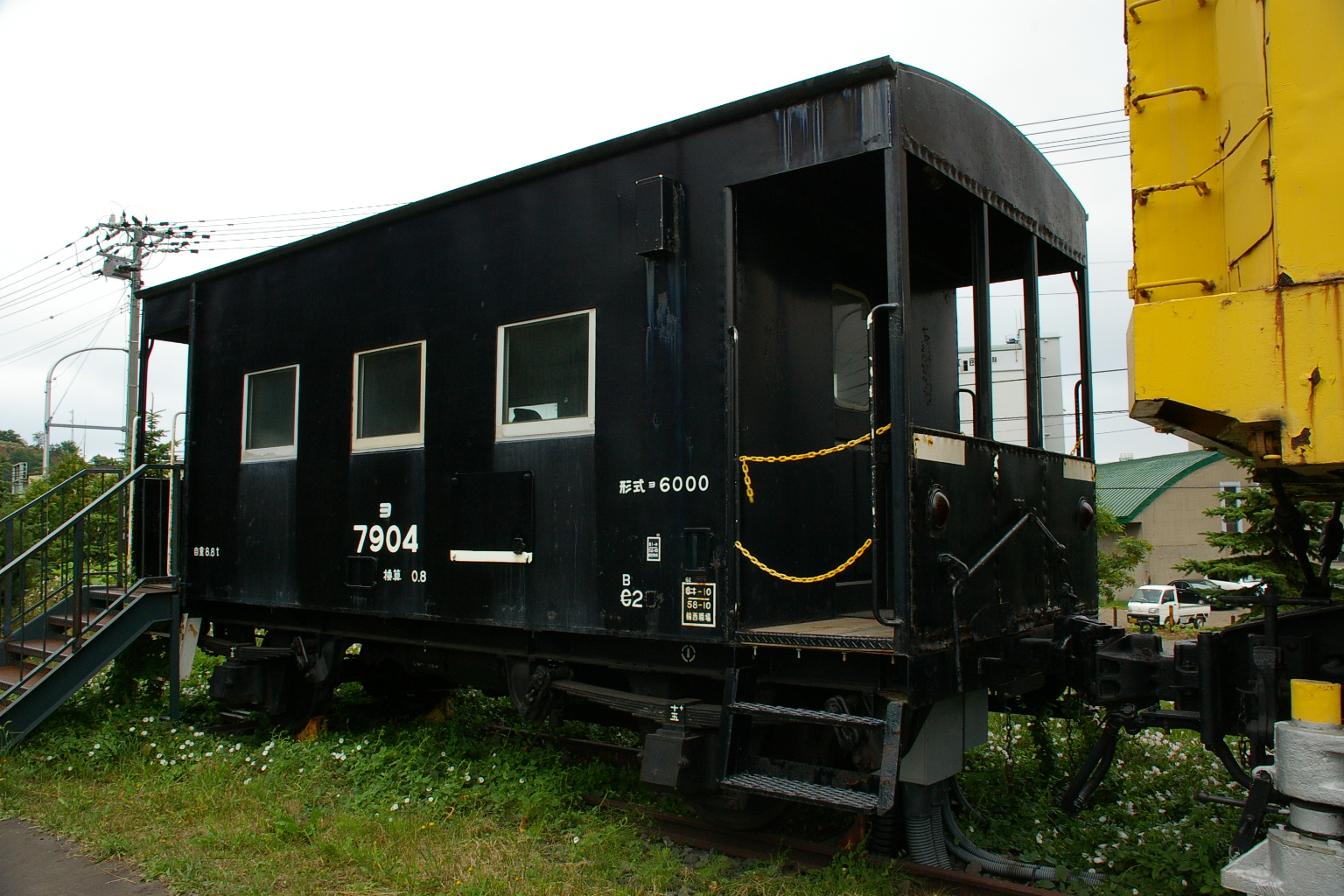
北海道用のヨ7904

1965年（昭和40年）以降にが18両製造された北海道向け車両は、緩衝性能向上により7900番台のヨ7900 - ヨ7917に区分された。連結器緩衝装置が従来のゴム式から油圧式のHD6Dに変更されている。これは北海道内の石炭列車で運用される際に大きな前後衝動が発生していることへの対策で、乗務環境の改善が目的とされた。

## 運用
本形式は、国鉄の新型主力車掌車として全国で使用されたが、1986年（昭和61年）のダイヤ改正で貨物列車の車掌乗務が廃止されて本来の用途がなくなると余剰になり、分割民営化直前の1987年（昭和62年）に形式消滅した。

## 譲渡
本形式2両が1992年（平成4年）、長良川鉄道にトロッコ列車用として譲渡され、ながら5形客車5001（しろとり）、5002（みのし）となったが、2005年（平成17年）に廃車されている。

## 保存車
現在、以下の各所で保存されている。
| 画像                   | 番号                                 | 所在地                                                             | 備考 |
| ---------------------- | ------------------------------------ | ------------------------------------------------------------------ | --- |
|                        | ヨ7908                               | 北海道広尾郡幕別町忠類幸町511 忠類交通公園 （旧忠類駅跡）          | ワム187865・トラ74718と連結されている。                                                                                               |
|                        | ヨ7904                               | 北海道小樽市手宮1丁目3-6 小樽市総合博物館                          | |
|                        | ヨ7913                               | 北海道虻田郡倶知安町北4条東9丁目 六郷鉄道記念公園 （旧六郷駅跡）   | オハフ46 501と連結されている。 |
|                        | ヨ6798                               | 青森県青森市柳川1丁目112-15地先 青函連絡船メモリアルシップ八甲田丸 | 船内で保存されている。 |
|                        | ヨ6379 ヨ6499                        | 栗原市金成町平治屋敷                                               | ヨ6000形2両と、ヨ5000形1両が連結された状態で保存されている。                                                                          |
| （移設前）             | ヨ6314                               | 新潟県上越市東町1-15 直江津D51レールパーク                         | かつてはザ・ヒロサワ・シティの総合駐車場に並べて設置されていた。 2020年10月に現在地に移設され、SL乗車体験の客車として使用されている。 |
| （移設前）             | ヨ6316                               | 新潟県上越市東町1-15 直江津D51レールパーク                         | かつてはザ・ヒロサワ・シティの総合駐車場に並べて設置されていた。 2020年10月に現在地に移設され、SL乗車体験の客車として使用されている。 |
|                        | ヨ6786                               | 栃木県那須烏山市白久218-1 那珂川清流鉄道保存会                     | |
|                        | ヨ6818                               | 栃木県宇都宮市竹林664 陽の丘幼稚園                                 | |
|                        | ヨ6138                               | 福井県越前市                                                       | 民間所有 |
|                        | ヨ6509                               | 福井県勝山市遅羽町比島 えちぜん鉄道 勝山駅                         | |
|                        | ヨ6000 ヨ6284                        | 愛知県半田市 衣浦臨海鉄道 半田埠頭駅                               | ※車体のみ ヨ6000は車掌車で唯一保存されているトップナンバーである                                                                      |
|                        | ヨ6745                               | 愛知県豊田市保見町 愛知環状鉄道 保見駅                             | |
|                        | ヨ6720                               | 群馬県吾妻郡中之条町大字太子251-4 国鉄吾妻線旧太子(おおし)駅       | かつては京都府京都市の大宮交通公園（北区大宮西脇台町17）に保存されていたが公園再整備のため移設された。                                |
|                        | ヨ6692                               | 兵庫県神戸市灘区王子町3-1 神戸市立王子動物園                       | D51 211・ヨ14542と連結され、ボックスシートとロングシートが設置され休憩室となっている。                                                |
|                        | ヨ6114                               | 和歌山県有田郡有田川町徳田124-1 有田川町鉄道公園                   | ふるさと鉄道保存協会所有 |
|                        | ヨ6667                               | 広島県豊田郡大崎上島町沖浦地区 ※車体のみ                           | |
|                        | ヨ6161                               | 広島県廿日市市大野387-3 ちゅーピーパーク                           | |
|                        | ヨ6387                               | 岐阜県可児市某所                                                   | 個人所有 |
| 保存後に解体された車両 |                                      |                                                                    | |
|                        | ヨ6728 ヨ6816 ヨ6817 ヨ6821 車番不明 | 栃木県宇都宮市                                                     | 2015年（平成27年）に解体された。 解体後、テールランプのレンズ等の部品は那珂川清流鉄道保存会に譲渡された                               |
|                        | 車番不明                             | 石川県七尾市                                                       | 2002年（平成14年）以降消息不明 末期は車番が見られない程痛みが 激しかった                                                              |